# Scyliorhinidae
Scyliorhinidae é uma grande família de tubarões, com mais de 110 espécies descritas, os membros da qual são conhecidos pelo nome comum tubarão-gato.
Duas das suas características distintivas são os grandes olhos e as suas duas pequenas barbatanas dorsais. A maioria das espécies não são particularmente grandes, com comprimentos de 60 a 70 cm aproximadamente, ainda que uma das espécies, que habita as águas profundas de Mar do Sul da China, possa apresentar exemplares de até 4 m de comprimento.
A maioria das espécies possui uma aparência com padrões de manchas e listas. Alimentam-se de animais invertebrados e peixes de pequenas dimensões. Algumas espécies são ovovivíparas, apesar de que a maioria depositam os seus ovos em "ninhos".
Os tubarões do género Cephaloscyllium possuem a curiosa habilidade de preencher os seus estômagos com água ou ar quando perante uma ameaça, aumentando a sua circunferência entre 2 a 3 vezes.
O tubarão da espécie Atelomycterus macleayi é utilizado em aquariofilia, visto que raramente cresce mais de 60 cm de comprimento.
1. ↑  Infopédia. «tubarão-gato | Dicionário Infopédia da Língua Portuguesa». infopedia.pt - Porto Editora. Consultado em 17 de dezembro de 2022